# Station Beslé
Station Beslé is een spoorweghalte in de Franse gemeente Guémené-Penfao. Zij wordt bediend door treinen van het netwerk TER Bretagne op het traject Rennes - Redon.